# Quimper
Quimper (en bretón Kemper) es una localidad francesa de 63 000 habitantes, capital del departamento de Finistère, en la región de Bretaña.

## Historia

### Edad Media
Si bien en Locmaria, a escasa distancia del actual centro histórico, existió una ciudad romana a orillas del Odet, Quimper no parece surgir hasta la Alta Edad Media.
En sus orígenes, los mitos se confunden con los raras noticias fiables de la época. Datada en 1235, la vida de san Corentino atribuye la fundación de Quimper a Gradlon hacia el siglo V o VI. Rey de Ys, Gradlon habría donado su castillo al santo para que edificara su catedral.

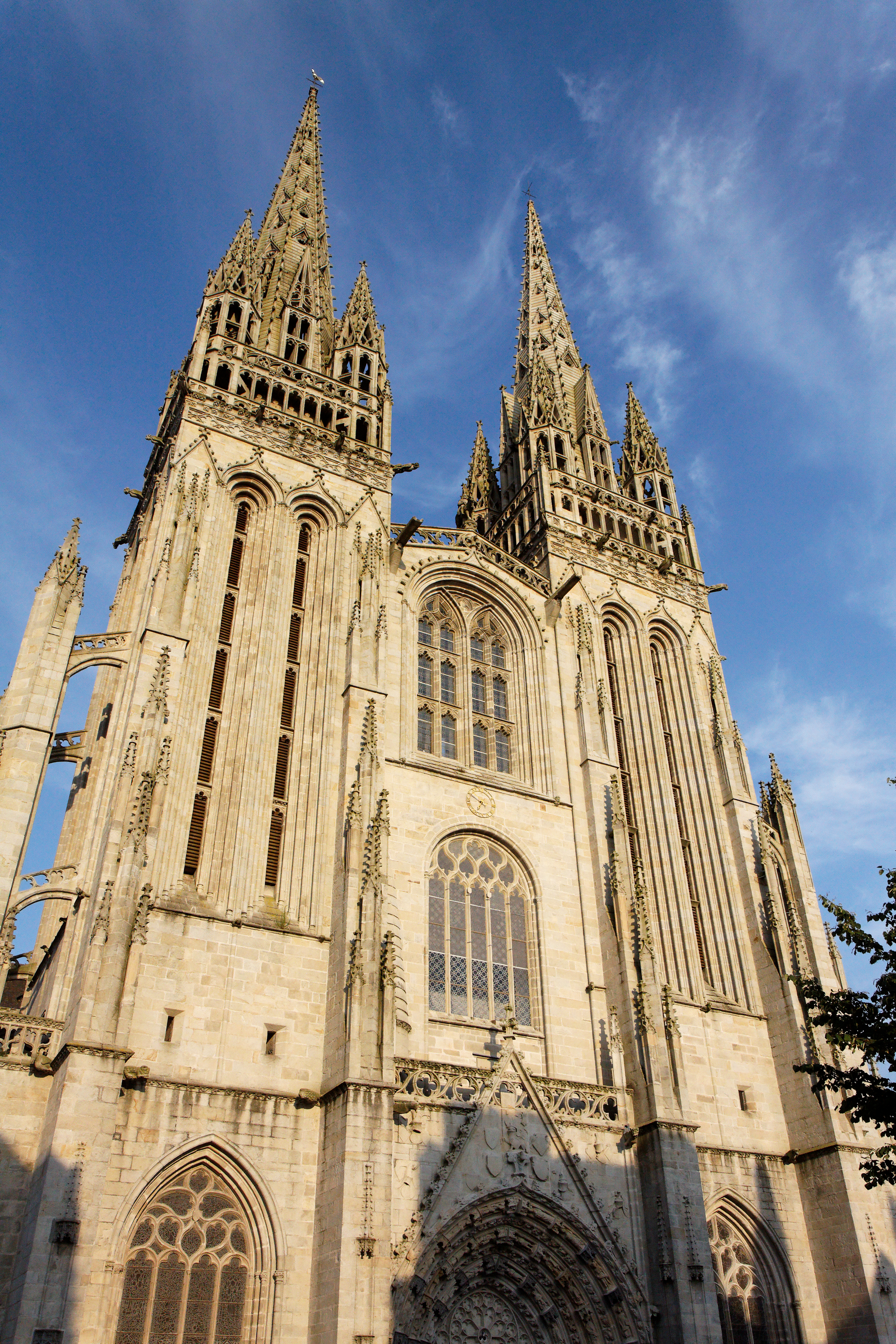
Flechas de la catedral

Históricamente, es probable que el obispado fuera fundado ya en época carolingia y ya a finales del siglo X las excavaciones arqueológicas han puesto de relieve la existencia de una cierta planificación urbana en torno a la nueva catedral románica.
La ciudad estará dominada por el poder de su obispo, pero también por el poder del duque de Bretaña, que domina el arrabal que se desarrolla al oeste de las murallas. A partir del siglo XIII se comienza a edificar la nueva catedral gótica, una de las más bellas de Bretaña. A finales de la Edad Media, Quimper debía de contar con unos 4500 habitantes.

### Edad Moderna y Contemporánea
Con la unión de Bretaña a Francia, las tensiones entre el obispo y el poder ahora real se atenúan, mientras que la ciudad crece lentamente, acoge nuevas órdenes monásticas y regulariza poco a poco su trazado urbano. Con la Revolución francesa, la ciudad se convierte en capital del nuevo departamento de Finistère.
En el siglo XIX el acondicionamiento del espacio urbano prosigue, se construyen nuevos edificios, se levantan las flechas de la catedral en estilo neogótico y llega el ferrocarril en 1864.

## Monumentos y lugares
- La catedral de Saint-Corentin, de estilo gótico y construida entre el siglo XIII y el siglo XIX.
- Los restos de las fortificaciones medievales.
- Iglesia románica de Locmaria, de los siglos siglo XI y siglo XII, con remodelaciones posteriores.
- La localidad cuenta con un importante Museo de Bellas Artes, ubicado en un edificio de estilo italiano del siglo XIX, que se considera como la pinacoteca más rica de Bretaña. Entre los artistas representados figuran Rubens, Eustache Le Sueur, Fragonard, Louis Duveau y pintores de época impresionista.
- Las orillas del río Odet, muy decoradas con flores y con varias pequeñas pasarelas a su paso por el centro de la ciudad.

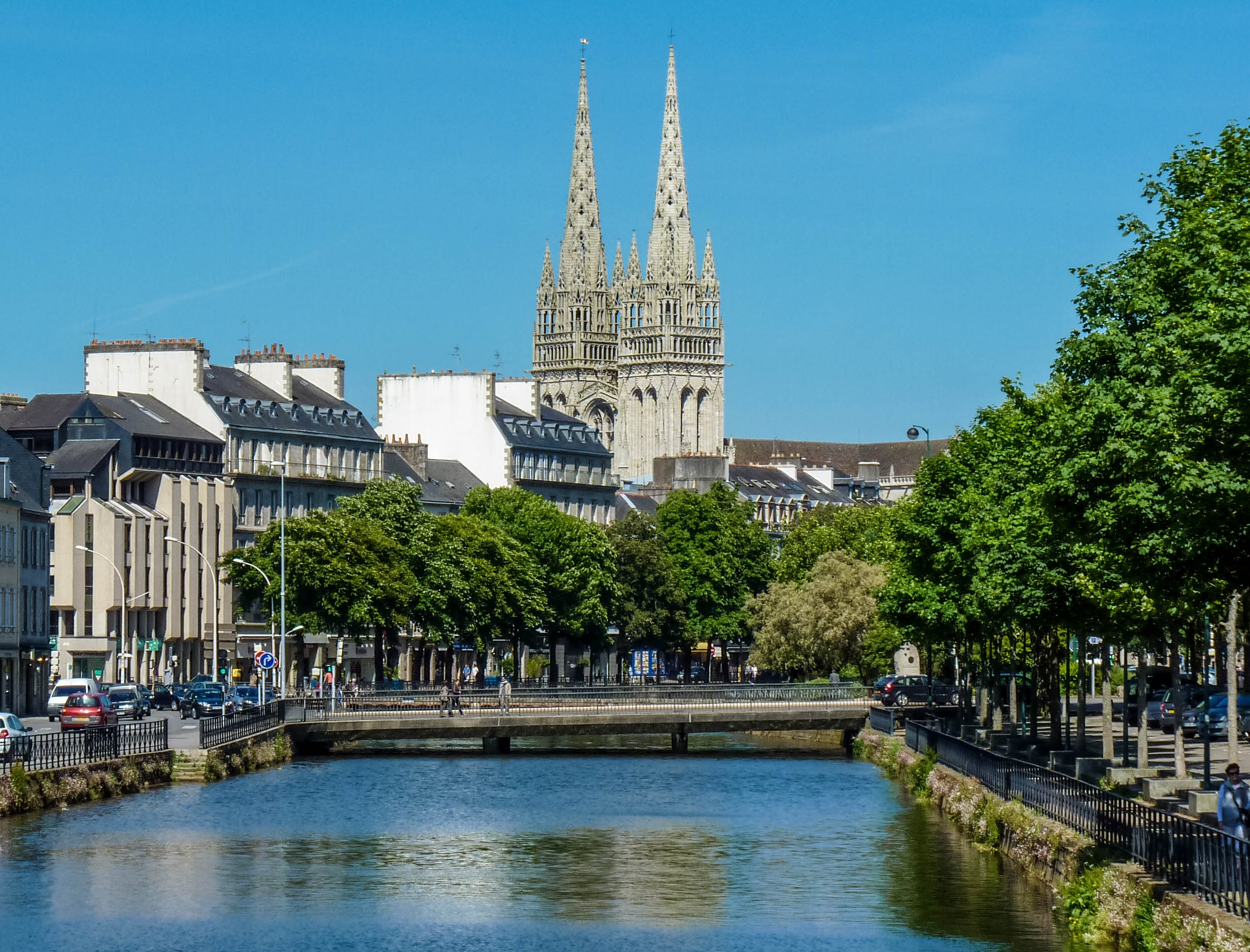
Vista del casco histórico

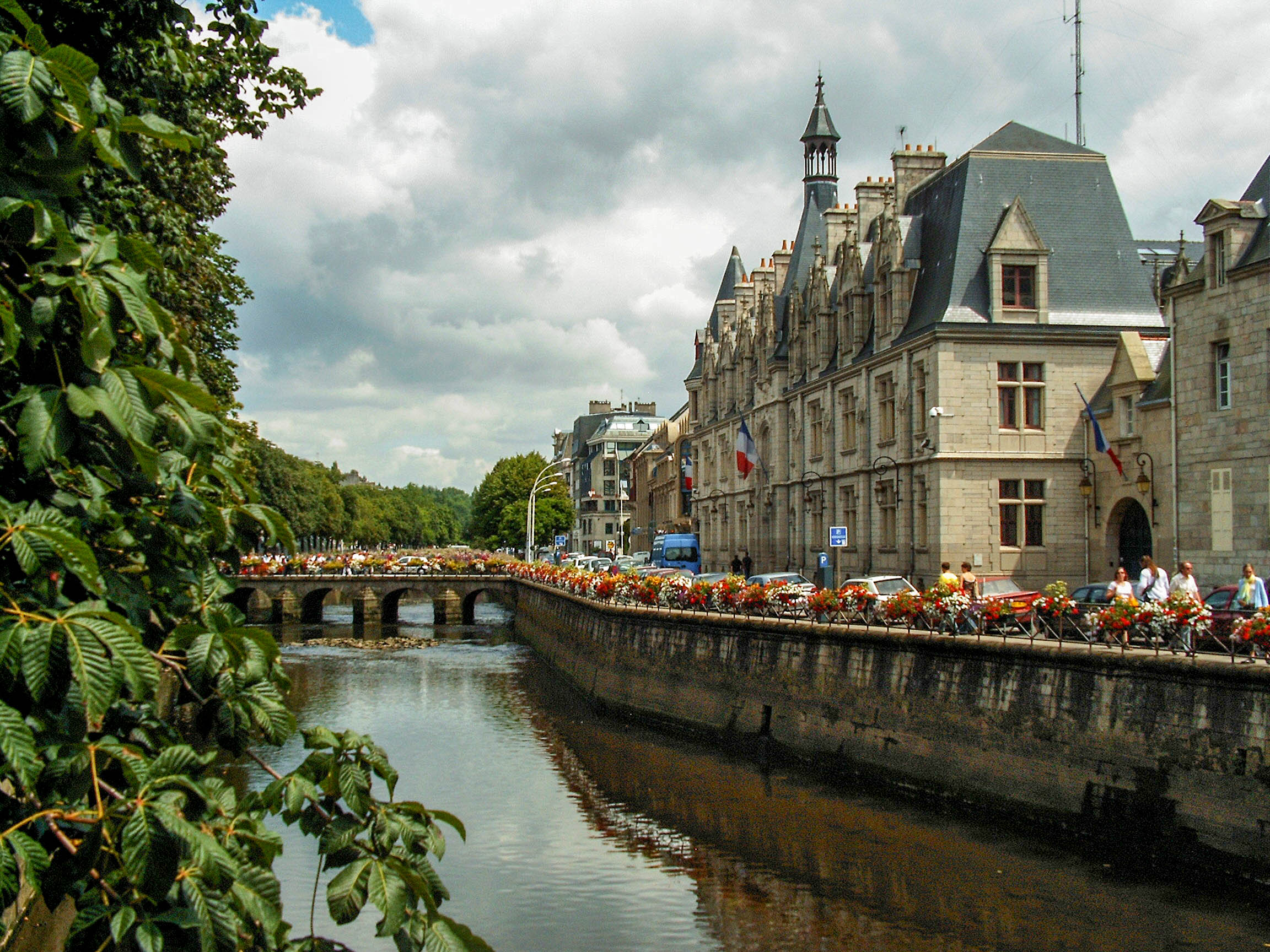
Orillas del Odet
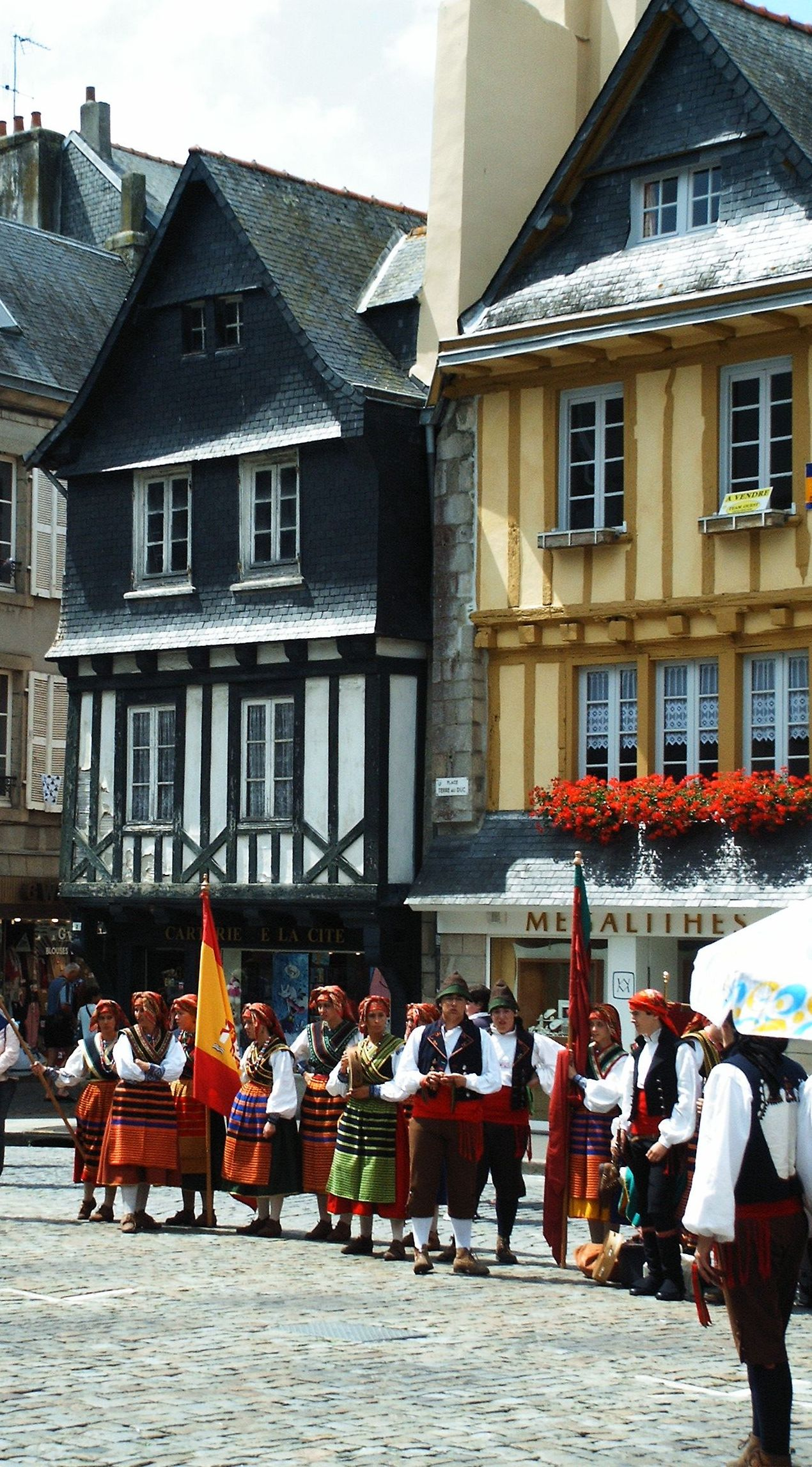
Casas del casco histórico
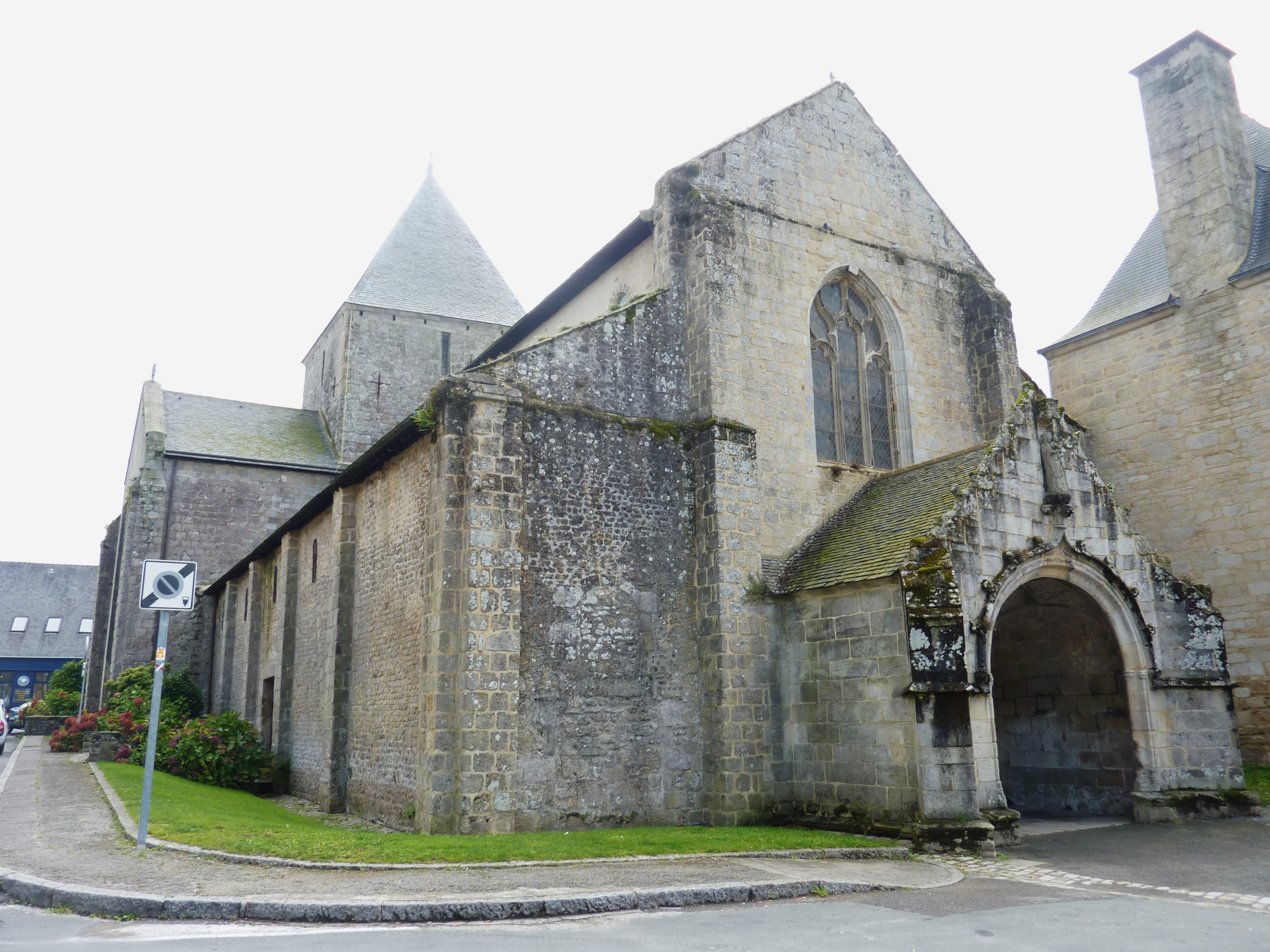
Iglesia de Locmaria
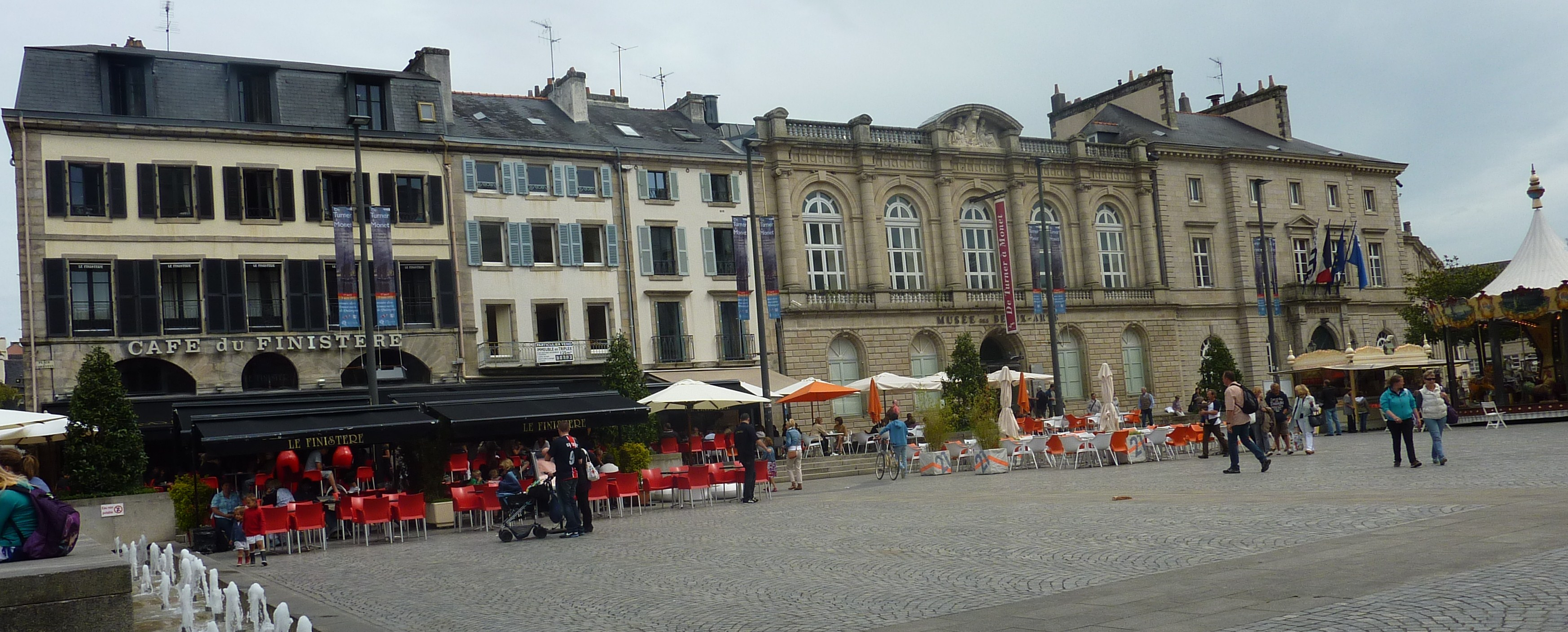
Museo de Bellas Artes y Ayuntamiento

## Demografía
| 8 400 | 6 651 | 6 905 | 9 400 | 10 154 | 9 715 | 10 943 | 10 904 | 11 450 | 11 438 | 12 532 | 13 159 | 13 879 | 15 228 | 17 171 | 17 406 | 18 557 | 19 441 | 19 516 | 19 367 | 18 444 | 18 686 | 18 297 | 18 814 | 20 149 | 19 352 | 45 989 | 52 496 | 55 977 | 56 907 | 59 437 | 63 238 | 64 900 | 63 961 |
| Para los censos de 1962 a 1999 la población legal corresponde a la población sin duplicidades (Fuente: INSEE [Consultar]) |       |       |       |        |       |        |        |        |        |        |        |        |        |        |        |        |        |        |        |        |        |        |        |        |        |        |        |        |        |        |        |        |        |

## Ciudades hermanadas
- Limerick (Irlanda)
- Remscheid (Alemania)
- Orense (España)